# Feluke

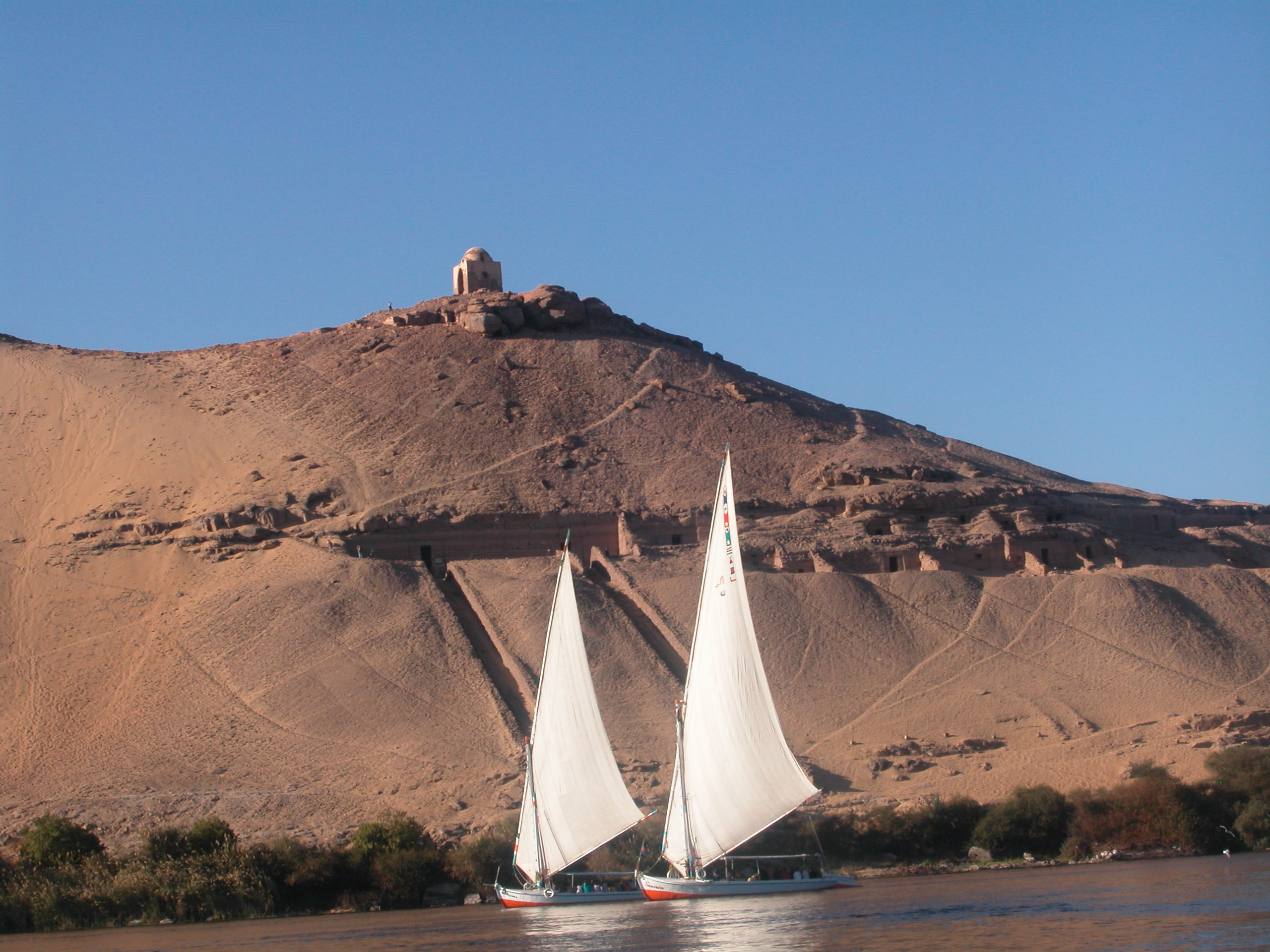
Zwei Feluken auf dem Nil, im Hintergrund Qubbet el-Hawa

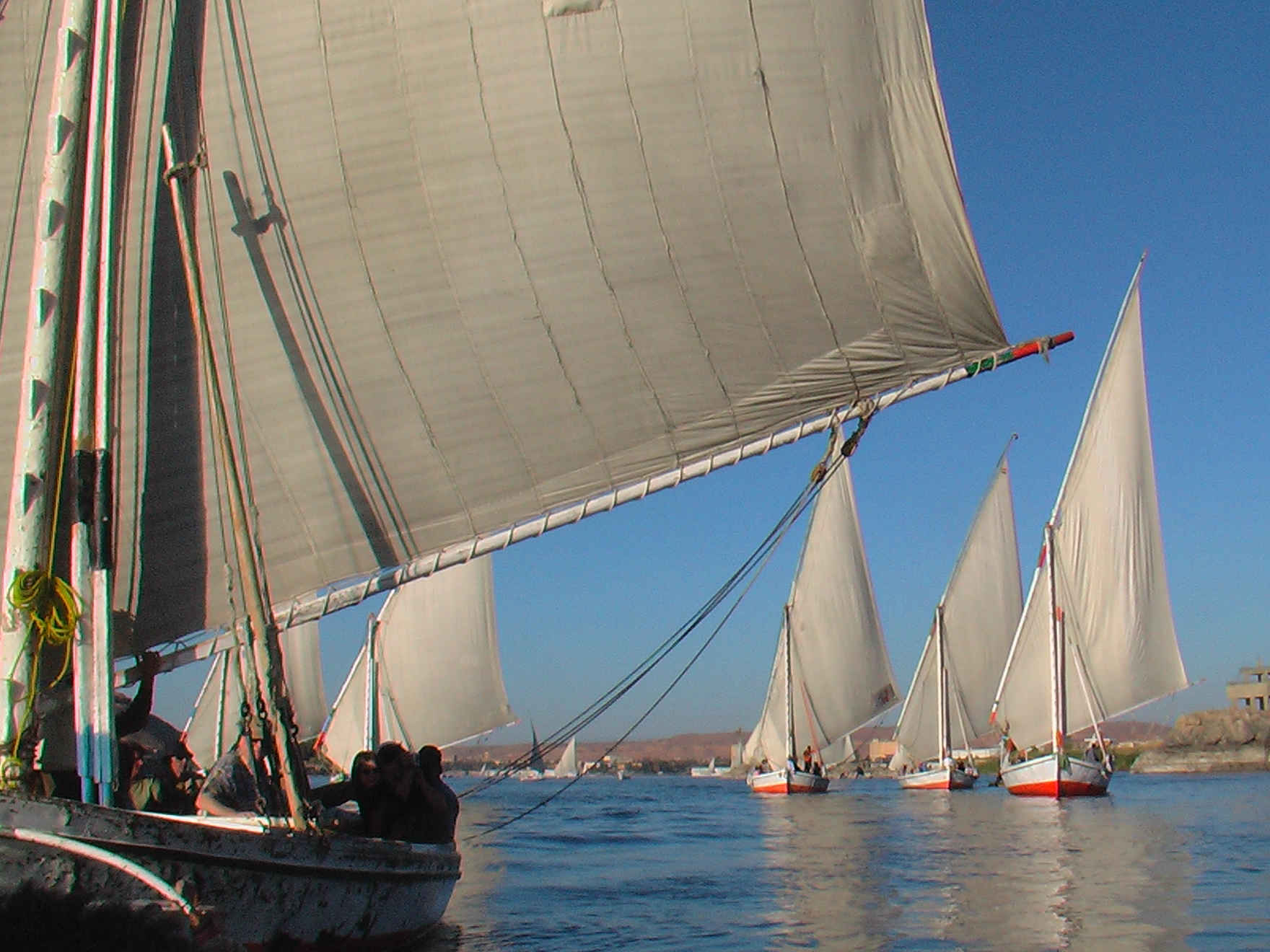
Feluken auf dem Nil bei Assuan

Eine Feluke (auch: Felucke oder Feluka; arabisch فلوكة, DMG Falūka) ist ein kleines ein- oder zweimastiges Küstenfahrzeug des Mittelmeeres. Diese mit Setteesegeln (ähnlich dem Lateinersegel oder der Vela Latina) getakelten Handelsschiffe befahren auch den Nil. Die Feluke wird noch in Ägypten gesegelt. Feluken wurden früher in Form von kleinen galeerenartigen Schiffen auch als Kriegs- und Piratenschiffe verwendet. Muslimische Korsaren statteten im 18. Jahrhundert ihre Feluken mit drei bis fünf Ruderbänken aus und nutzten sie als kleinste Einheiten ihrer Kaperflotten.